# Vranji Vrh
Vranji Vrh este o localitate din comuna Šentilj, Slovenia, cu o populație de 428 de locuitori.